# ガチトラ! 〜暴れん坊教師 in High School〜
『ガチトラ! 〜暴れん坊教師 in High School〜』（ガチトラ あばれんぼうきょうし イン ハイスクール）はスパイクより2011年4月21日に発売されたコンピュータゲームソフト。対応プラットフォームはPlayStation Portable。開発は有限会社スタジオ斬。

## 概要
『喧嘩番長』を手掛けた松本朋幸によるオリジナルのアクションアドベンチャーゲーム。元ヤクザの教師がクセ者揃いの学園に赴任し、生徒たちの悩みを体当たりで解決していく。『喧嘩番長』シリーズのように、街並みがリアルに再現されたフィールドを自由に探索することが可能で、ストーリーを進める以外にも、バトルやミニゲーム、多数のサブイベントを楽しむことが出来る。
公式サイトとPlayStation Storeから体験版のダウンロードが可能。なお、体験版は本編には無いオリジナルのシナリオが収録されている。
ファミ通のクロスレビューではゴールド殿堂入りを獲得した。
本作の体験版、『ダンガンロンパ 希望の学園と絶望の高校生』、『喧嘩番長5 漢の法則』のセーブデータがあるとそれぞれ特典を入手することが出来る。
スピンオフ作品として2011年11月2日に『メイド☆ぱらだいす 〜目指せ!メイドナンバーワン!〜』のダウンロード販売が開始された。

## システム

### SNB
本作の大きな特徴として「ソウルヌードバトル」が存在する。これは相手と激論を交わす戦闘であり、実際に殴り合っている訳ではないが、いわば魂をぶつけ合っているため通常の戦闘と同じように戦うことになる。つまり本作では生徒や一般市民とも戦闘が可能である。攻撃を当てることで発言し、その様子は画面上部に表示される。現実世界の戦いではないので、光線を放ったり変身したりと、実際にはありえない現象も多発するユニークな戦闘が繰り広げられる。なお、「ソウルヌードバトル」とは、激論を交わすことで心を閉ざした相手の魂を裸にする（本音を引き出す）という意味。
ヤクザや不良とは通常のバトル（殴り合い）が発生する。操作方法は変わらないものの、現実の戦闘なので以下のシステムは無く、また複数の敵を同時に相手にする場合がある。なお、主人公のパラメーターはSNBも通常のバトルも共通。
虎語録
いわゆる必殺技。心力を消費することで遠距離攻撃や回復、パラメータアップが可能。心力が無くなると使用不可になるが、心力はアイテムを使用するか挑発を行なうことで回復する。
イライラ度
主人公のイライラを現すゲージ。相手に攻撃を当てると上昇し、限界まで達すると主人公がキレて一定時間操作不能になってしまう。深呼吸で下げることが出来る。
心の殻
相手は体力がゼロになるとブチギレ状態となり、心の殻に閉じこもってしまう。この状態になると支離滅裂なことばかり言うようになり、戦闘ではガード不能の連続攻撃や遠距離攻撃を放ったり、武器などのオブジェクトを召喚したりと、相手によって多彩な攻撃を行なう。殻を破壊すると、まだ殻が残っている場合は相手の体力が回復して戦闘が再開、全ての殻を破壊した場合は悩みを解決したことになり、勝利できる。
各シナリオのボスキャラクターは最後の心の殻を破壊すると心の叫びをぶつけてくる。これを打ち破る（悩みをぶっ飛ばす）トドメの一撃が四つの選択肢で表示され、制限時間以内に正しいものを選べば主人公の放った黄金の虎によって相手の心が裸になり（本当に服が砕けて丸裸になる演出が入る）激論終了となる。間違えたり制限時間以内に選択しなかった場合は逆にダメージを受け、さらにはボスの体力が回復して戦闘が再開する。

### 授業
ストーリーが進むと虎男自身が授業を行なうことが出来る。100種類もの授業（実際は授業一回につきトリビアを一つ教える）が存在し、行なうためにはそれぞれ条件が設定されている。授業を行なうと生徒達のパラメータが上昇し、生徒毎に設定された規定値まで達すれば卒業見込証が貰え、生徒毎の特典アイテムが手に入る。生徒によって得意科目不得意科目が存在し、パラメータの上がり具合が異なる。卒業見込みとなった生徒はエンディングで卒業式の集合写真に載ることが出来る（逆に載らなかった生徒は留年扱い）。
授業に設定されている条件（教材研究）はバトルに関する物やアイテムの収集率、ミニゲームやサブイベントに関連したものなど、様々に存在する。生徒達も、少し授業を行えばすぐに卒業出来る生徒も居れば、全ての授業をこなさなければ卒業出来ない生徒も存在する。授業の中にはアイテムやミッションのコンプリート、他の授業を全て完了する、と行った条件を持つものも存在し、全ての授業を行うにはゲームのほぼ全てを遊び尽くす必要がある。全員を卒業させることがこのゲームの最終目標と言える。

### 部活指導
空手、ボクシング、プロレス、野球、テニスといった部活を指導する。厳密にはその部毎のミニゲームやバトルで部員と勝負する。各部毎に6人の部員が存在し、最初は弱い部員しか指導できないが、勝つと一段階強い部員を指導可能になる。全ての部員の指導が完了すると記録の残るエンドレスの指導に挑戦可能となる。

### プレイスポット
街には様々なプレイスポットが存在し、ミニゲームを楽しんだり、主人公の服や髪型をカスタマイズすることも可能。
メイドぱらだいす
ストーリーが進むとメイド喫茶に寄ることが出来る。浅見萌が働いている時間帯（夕方〜夜）のみ利用可能。行える行動は「料理を注文する」「メイドさんと遊ぶ」「萌のお仕事」の三種類。料理は代金を払うことでアイテムとして入手出来る他、釣って来た魚を料理してもらえる。メイドさんと遊ぶではスピード、早押しクイズ、撮影会の中から遊びたいゲームを選ぶ。これら二つのコマンドで萌のやる気やパラメータが上昇し、「萌のお仕事」を行えるようになる。「萌のお仕事」ではやる気を消費して接客を行う。客によって求められるパラメータが異なり、売り上げが上手く目標まで達すれば成功となる。仕事の内容で萌のメイドとしてのレベルを上昇させるができる。
『メイド☆ぱらだいす 〜目指せ!メイドナンバーワン!〜』はこのミニゲームに特化した作品である。
虎男曰く「前はノーパンしゃぶしゃぶだった」。
シネマRYUGA
龍ヶ峰にある映画館。入場料を払うことで特典映像を見ることが出来る。富士急ハイランドとのタイアップにより『絶叫戦隊ハイランダー』の一部が公開されている他、『ダンガンロンパ 希望の学園と絶望の高校生』『喧嘩番長5 漢の法則』『侍道4』のプロモーションビデオも視聴可能。
グレーゾーン
消費者金融。一定額まで借りることが出来るが返済には一割の利息が伴う。返済せずに次の章に移ってしまうと利息が上乗せになる上に取立て屋に襲われてしまう。

### ミニゲーム
本作には多数のミニゲームが収録されている。上記のプレイスポットに含まれる釣り、ストラックアウトなど任意に行うミニゲームの他、各章にはクリアしなければストーリーが進行しないミニゲームが用意されている。逃亡者を追い掛けて捕まえる、相手を口説いて説得する、シューティングゲームでハイスコアを出す、爆弾を解体する、女子生徒のツボを押すといった様々な課題に挑戦する。

### 虎男の軌跡
本編をクリアすると以降は好きな章を選択してプレイ可能。また、本編中のボス戦とミニゲームの選んだものだけをプレイできる。ただし、一度章を初めてしまうとその章をクリアするまで虎男の軌跡には戻れない。また、全体的に敵のパラメータが底上げされ、ストーリーが後半になるにつれて難易度が上昇する。
なお、虎男の軌跡が使用可能になると未達成のサブイベントの発生時期と発生場所、依頼人が表示されるようになる。ただし、発生条件までは表示されない。

## ストーリー
舞台は龍ヶ峰市。この街に古くからある「大神組」は昔気質の極道一家であり、地域住民にも慕われていた。しかし組長の大神義明が難病に侵されて以来、幅を利かせてきた他の極道組織とのいざこざが絶えなかった。大神の病気の手術を行える医師はドイツにしかいないが、しかし大神は高所恐怖症故に飛行機に乗れず、このままでは治療もままならない。その大神組の若頭・梶虎男は「人喰いのトラ」の異名で恐れられるほどの腕っ節を持ち、同時に義理人情にも厚い漢であり、今や大神組の存続は虎男の肩に掛かっていると言っても過言ではなかった。
ある日、舎弟の結城常康（ツネ）を敵対組織から救出した帰り、泥酔した虎男は偶然にも市内の高校・龍ヶ峰学院の問題に巻き込まれる。学院では、生徒であり大神も夢中の人気アイドルでもある末広結衣が飛び降り自殺を図っており、職員らが懸命に説得を試みていた。状況を理解できないまま大神のためにサインを求めに言った虎男は成り行きで結衣を説得する羽目になり、激論の末に結衣の心を丸裸にし、誰にも打ち明けなかった彼女の本心を引きずり出した。更には自殺未遂の原因であったスキャンダル写真もパパラッチから奪い取り、彼女の抱えた問題をも瞬く間に解決。それを目の当たりにした校長の片山昌三は虎男こそがこの学院が抱える数々の問題に立ち向かえる人間だと確信し、臨時教員になるように申し入れるが当然断られる。しかし虎男の事情を聞かされた片山は大使館に連絡し、即座にドイツから医師を招く約束を取り付ける。無論、その条件は臨時教員を受け入れること。虎男は育ての親の大神を救うため、意を決して「先公」になることを受け入れた。そしてケジメとして大神に真実も告げず極道の世界を去る。
龍ヶ峰学院の臨時教員として3年D組の副担任となった虎男だったが、初日早々その破天荒な振る舞いで生徒や教員を唖然とさせる。特に3年D組担任の新堂美鈴には嫌われたが、いきなりモンスターペアレントの問題に巻き込まれ、美鈴が今まで解決できなかった猫田陽一の引きこもりをたった1日で解決してしまう。その後も貧困と借金取りに悩まされる浅見萌、いじめを受ける根津道弘、虐待のトラウマに起因する家庭の不和を抱えた岡崎留美子などと言った生徒の悩みや、ネット上の殺人予告による教師の闇討ち事件などを型破りな方法で次々と解決し、その人柄もあって生徒にも教員にも慕われる存在になっていく。当初は反発していた美鈴も認識を改めるが、同時に自信を無くしてしまう。しかし彼女もまた虎男とのやり取りを経て自身の目標を見出し、その虎男に徐々に惹かれていく。
一方、3年D組の生徒の黒木悠美は何故か虎男に猛烈な敵意を抱き、虎男に恥をかかされた不良グループのリーダー・石川翔と共謀して彼を陥れることを画策していた。また、龍ヶ峰市では巨大カジノ建設を目論む市長・箱根恵理子の指示により、近頃台頭してきた極道組織「横手組」による強引な土地買収が市民を怯えさせており、その魔の手は龍ヶ峰学院にも迫っていた。そんな中、片山は虎男の手腕に感嘆し、約束通りドイツの医師を招来。大神は完治し、虎男とのわだかまりも解消されるが、虎男は極道の世界に戻らず教師を続けることを決意していた。しかしその直後、悠美によって虎男が元極道であると暴露され、解雇の危機に晒される。続いて半グレ集団を雇った悠美の策略で弁解の機会すら奪われた虎男だったが、その超人的強さで半グレを返り討ちにし、自暴自棄に陥った悠美を機転によって正気に戻す。実は悠美は虎男の舎弟だった構成員の妹であり、兄の死の原因と見做して虎男と大神組を恨んでいたのだった。大神によって真実を知らされた悠美は改心。虎男の解雇も、彼に救われた生徒や父兄の懸命の訴えによって回避された。
悠美が去ってもただ一人虎男に反発する翔だったが、龍ヶ峰学院を潰す事を目論んで横手組と繋がっていた教頭・谷中銀二に唆され、爆弾騒ぎの片棒を担がされてしまう。自身の行動を激しく後悔した翔だったが、虎男の命懸けの行動によって救われ、改心する。谷中も捕まり、学院の問題も概ね解決してきたのも束の間、3年D組の生徒がバスで拉致される事件が起こる。横手組若頭・加納兼貴が傀儡も同然であった組長を殺害して組を乗っ取り、より強引な買収を推し進めていたのだが、いつまでも龍ヶ峰学院を潰せないことから箱根に最後通告を出され、強硬策に出たのだった。そして加納は元大神組であり、虎男の因縁の敵だった。生徒達を助けるべく龍ヶ峰トンネルに向かった虎男だが、生徒や美鈴を人質に取られて窮地に陥る。しかし駆け付けた大神組によって加納との直接対決になだれ込み、死闘の末に勝利する。これで一件落着と思いきや、虎男は加納の悪あがきで撃たれてしまい、更には加納はバスに爆弾を仕掛けたことを暴露する。美鈴や生徒達を救うべく虎男は瀕死の身体を押してバスを運転し、崖から転落。やがて爆発の中に消えて行った。
箱根と加納は逮捕され、カジノ計画は白紙となり、龍ヶ峰市に平和が訪れた。時は流れ、虎男のいない卒業式の日を迎える龍ヶ峰学院だったが、式の後、学院の前に一台の車が止まる。降りて来たのは、足にギプスをはめて松葉杖を突いた虎男だった。

## 登場人物

### 龍ヶ峰学院
梶虎男（かじ とらお）
声 - 小西克幸
本作の主人公。任侠組織・大神組の若頭だったが、ふとしたことで龍ヶ峰学院の教師になった男。23歳。喧嘩は401戦無敗で「人喰いのトラ」と恐れられている。両親に捨てられ、大神に育てられた。高校卒業後はすぐに極道の世界に入ったため、本来なら教師になれるほどの教養は無く、教員免許も持っていないばかりかドイツが国名であることすら知らない程。龍ヶ峰学院3年D組副担任。専門の教科は無く、「俺的○○で～」と言った独特の授業を受け持ち（○○には教科名が入り、～には授業内容が入る）、生徒には「受験には役に立たない」とは言われつつも評判は良い。
良くも悪くも型破りで、物語初期には必要と思えば当たり屋や詐欺も平然と行おうとすらしていた。スケベで面倒くさがりでいい加減な面も目立つものの、本質的には義理人情に篤く漢気溢れる性格であり、生徒達の悩みと龍ヶ峰学院が抱える問題を次々と解決していく。自暴自棄な相手に対しては特に厳しく、そのような態度を取られた途端に声を荒げて説き伏せるほど（この姿勢は龍之介と一也の事件の影響である）。
喧嘩の強さに加え、車にはねられても無傷、鉄パイプやコンクリートで殴られても平然としているなど不死身に近い超人的な肉体を持つが、酒はあまり飲めずすぐに酔いが回ってしまう所謂下戸。また、彼のみ要所でギャグマンガのようなコミカルな表情を見せる。
当初は目的のために嫌々教師をやっていたが、生徒達と触れ合ううちに彼らに情が湧き、徐々に教師の仕事に魅力を感じ始める。目的を果たした後も、3年D組の生徒達の卒業を見届けるまで教師を続けることを片山校長に自ら申し出た。その後、黒木悠美の策略で元ヤクザであったことを暴露され、PTAの糾弾を受けたことで一時は解雇の危機に陥るも、3年D組の生徒達やその父兄の必死の直訴により、解雇を免れた。
最後は3年D組の生徒を拉致した加納を直接対決で倒し、龍之介と一也の仇を討つべくドスを向けるも大神と美鈴に諭され、命までは奪わなかった。しかしそれが仇となり、隙を突いた加納に背中を撃たれて意識を失ってしまう。さらに生徒達の乗っていたバスに爆弾が仕掛けられていることを明かされ絶体絶命の危機に陥るが、不屈の生命力で復活し、生徒や美鈴達を守るために瀕死の身体を押してバスを運転し崖に突っ込んで行った。今度ばかりは死亡したと思われていたが、実はそれでも生き延びていた。流石に長い療養生活を余儀なくされていたものの、卒業式の日にツネに連れられて龍ヶ峰学園に戻ってくる。怪我人の恰好ではあるが無事な姿を見せ、美鈴や生徒達と再会を果たした。
新堂美鈴（しんどう みすず）
声 - 遠藤綾
本作のヒロイン。龍ヶ峰学院3年D組担任。23歳。受け持つ教科は英語。両親ともに教育者であり、自身も高い教育理念を持つが、現実とのギャップに折り合いをつけ切れずにいる。恋愛経験は皆無。副担任として派遣された虎男を毛嫌いしていたが、彼が生徒達の悩みを次々を解決していく様子を見て次第に心情に変化が現れ、虎男こそが自分の憧れる「本物の教師」ではないかと考えるようになる。一時は虎男が活躍する一方で何も出来ない自分に嫌気が指し、自信を失ったことで辞職を考えてしまう。しかし虎男の言葉で立ち直り、自身が理想とする「本物の教師」を本気で目指すようになり、虎男のことも教師として以上に異性として意識するようになる。
生徒ではないが第六話のボスでもあり、心の殻発動時は彼女のネガティブな気持ちを反映したような暗い分身「美鈴ゴースト」を嗾けて来る。また、一部のミニゲームでは虎男ではなく彼女の立場で挑戦する場合もある。
小峰静香（こみね しずか）
声 - 世戸さおり
龍ヶ峰学院保健医。24歳。保健室のマドンナで、男子生徒や職員の憧れの的。色気を感じさせる雰囲気ながら、サバサバした性格から女子生徒からも疎まれていない。虎男のことは「今時珍しい反抗的な大人」として初めて会った時から好意的に見ている。前職は医師で、漫画に出てくるようなセクシーな保健の先生になりたいという理由で保健医となった。
サブイベントでは、かつて惚れていた相手が別人のように変わってしまったことに心を痛めている心情を吐露するが、虎男との激論で「人は変わるもの」で、自分も同じように昔と変わっていると悟る。直接的に語られることはないものの、SNBでは「アタイの特攻服を持ってきな！」などかつてレディースのヘッドであったことをうかがわせる台詞があり、実際にその疑惑があることを話すNPCもいる。ゲーム中では「愛情ヒーリング」で全回復してくれる。
嵐山昇（あらしやま のぼる）
声 - 吉川晃介
龍ヶ峰学院体育教師で、京都弁で話す。25歳。生徒には「マロ」の愛称で呼ばれている。明るい性格のスポーツマンだが妄想癖があり、最初は虎男を結衣のストーカーと思い込んでいた。だが、後に虎男の言葉に感動し、彼を師匠と敬うようになる。虎男が元ヤクザだと判明した際は「アニキ」と呼んでいたがすぐに「師匠」に戻った。
サブイベントにて、繁華街にある花屋の女性に恋をしたことが語られる。それについて虎男とSNBで激論を交わすも、作中でSNBをするキャラには珍しく虎男の助言に背いて自らの意志で告白し、ミッション結果によると成功したらしい。
片山昌三（かたやま しょうぞう）
声 - 秋元羊介
龍ヶ峰学院校長。55歳。かつては熱血教師であったが、現在は日々の業務に追われながら現在の教育現場の現実に苦悩している。虎男の人格を見初め、教師の道へ招き入れた人物。
常に腰が低く、穏やかな態度を崩さないが、虎男をして「只者じゃない」と言わしめる風格の持ち主。実は龍ヶ峰学院校長であると同時に片山財閥の総帥であり、ドイツの大使館に連絡を取って在住する医者に来日する約束を取り付けることが可能なほどのバックボーンを持つ。
谷中銀二（たになか ぎんじ）
声 - 納谷六朗
龍ヶ峰学院教頭。48歳。教育への理念や理想など遠い昔に捨て去った典型的なサラリーマン教師。人間の価値を肩書きでしか測れず、口を開けば嫌味しか出てこないため、人望も無い。眼鏡と禿頭が特徴で、虎男曰く「ハゲ」。
実は裏で加納と繋がっており、龍ヶ峰学院を潰して別の学校の校長になるのが目的で、様々な工作を計る。当初は虎男が問題を起こすと期待していたが、彼が生徒達の悩みと龍ヶ峰学院が抱える問題を次々と解決していくことから、その思惑は外れた。後に加納から時限爆弾を受け取り、龍ヶ峰学院を爆破するよう指示される。最初は断ったものの、家族を人質にされ、止むを得ず実行する。石川翔を利用して爆弾騒ぎを起こすがそれも虎男に阻まれ、様々な工作の失敗と爆弾騒ぎの失敗で最後は加納に見捨てられ、虎男に捕まり、警察に逮捕された。アドレス帳のコメントによると、その家族に関しても、チリ人の若妻に大金を要求されるなど、健全な家庭ではなかった模様。

### 3年D組
末広結衣（すえひろ ゆい）
声 - 釘宮理恵
人気アイドルとして有名で、大神組組長も大ファン。17歳。パパラッチにスキャンダルをスクープされたことで「ファンを裏切るくらいなら」と自殺を図ろうとしたが、虎男との激論で思い留まる。その後、虎男がパパラッチからカメラを奪ってきたことで緊張の糸が解れ、そのまま屋上から転落してしまうも、虎男に助けられた。この際に押し寄せてきたマスコミに虎男のことを先生だと咄嗟に説明したことが、虎男が教師として招かれる切っ掛けとなる。以来、虎男のことを「トラちゃん」と呼んで慕っており、アイドル稼業で忙しい中、虎男に会うためになるべく学校に来るようにしている。虎男への好意はクラスの誰よりも強く、彼が美鈴を名前で呼ぶようになったと知るや否や不機嫌になっている。虎男には名前で呼ぶように言っているが、実際は「アイドル」と呼ばれている（エンディングでは名前で呼んでいた）。虎男の頼みで、大神邸にも一度訪れている。
第一話のボスで、SNBの心の殻ではマイクを手に光線を放ってくる。エンディング後にはメイド喫茶で写真撮影が可能になる。『メイド☆ぱらだいす 〜目指せ!メイドナンバーワン!〜』ではDLCを購入することでメイドとして育成可能。
藤岡茜（ふじおか あかね）
声 - 小野涼子
学級委員長を務めるしっかり者で、虎男とも顔見知りである刑事・藤岡悟の娘。18歳。幼馴染の石川翔に淡い想いを抱いているが口に出せずにいる。翔が不良になった理由も、翔の本質もよく知っているため、その彼が変わったことに心を痛めている。美鈴の助言を受けて翔に告白し、彼も満更でもない様子だったが「今はそんな気分になれない」と断られる。しかし諦めず「もっといい女になってまた告白する」と奮起し、最終的には悩みが解消された翔と付き合い始める（虎男曰く「喰らい付いたら離さないあの親父の血」）。
メインキャラクターであるが、彼女の悩みは虎男ではなく美鈴が解決することになるため、ボスキャラクターとして戦うことは無いが、彼女とSNBをするサブイベントは存在する。刑事だった父が急に警察を辞めたことを訝しんでいたが、虎男が直接的な表現を避けて遠回しに説明したことでその理由を理解した。心の殻発動時は父を召喚して二人掛かりで襲い掛かって来る。
猫田陽一（ねこた よういち）
声 - 岡本信彦
モンスターペアレントの母を持つ少年。17歳。ひきこもりを続けているが、それは両親の仲を修復するための演技であり、不仲にある両親を共通の問題に対処させることで仲直りさせようと目論んだ作戦だった。しかし母はモンスターペアレントと化してしまい、恥ずかしくて本当に学校に通えなくなってしまった（引きこもっている最中は受験勉強をしていた）。自室に強引に乗り込んで来た虎男に拉致され、激論の末にその意図を白状する。その後、虎男が根津の協力のもと一芝居打つことで母の暴走を止めようとするが失敗。しかしそれがきっかけで家族関係を修復でき、学校に復帰した。クラスの男子の中では特に虎男を慕っており、「トラ先生」と呼んでいる。また、虎男に名前で呼ばれた最初の生徒でもある。殺人予告事件の際には岡崎留美子と共に虎男に協力した。
第二話のボスで、心の殻発動中は巨大化する。心の叫びでは猫を飛ばして来るが、これは彼に特に大技のネタが無かったために仕方なく苗字にあやかったため。
浅見萌（あさみ もえ）
声 - 豊崎愛生
おっとりした性格の少女。18歳。貧乏のためアルバイトを掛け持ちしているが、父が闇金から借金していたため、取立て屋に怯えて暮らしている。父はその事実を知らずに呑気にホームレスをしており、彼女自身も「今までお父さんに甘えていた」と考えているために責任を背負い込んで身体一つで残された家族を養っていた。しかしそれも既に限界で半ば自暴自棄になっており、ソープに売られることすら容認しようとしていたが、内心では大学進学を諦めきれておらず、虎男との激論で本音を吐き出す。その後、虎男によって借金の問題は解決するが、彼女は虎男の紹介で始めたメイド喫茶のバイトは続けている。虎男に抱く好意は結衣にも劣らないほどで、「大好き」とすら言ってしまうことも。
第三話のボス。SNBではお金に纏わる攻撃方法が多い。ボスキャラクターの中では珍しく、サブイベントで再度SNBをする機会がある。メイド喫茶では彼女をメイドとして育成するミニゲームがプレイできる。また、エンディング後はツボ押しマッサージをすることができる。『メイド☆ぱらだいす 〜目指せ!メイドナンバーワン!〜』ではDLCを購入することで本編同様に育成可能になる。
根津道弘（ねづ みちひろ）
声 - 國分優香里
新聞部所属。17歳。ジャーナリズムを正義と信じていつもスクープを狙っている。いつも新聞部と書かれた腕章を付けている。しかし、ある生徒が彼の告発の記事によって停学となった際、不良グループの苛めに遭う。それによって自分の信じる正義が判らなくなり退学を決意するが、虎男の言葉で自分は「正義のためではなく好きでやっていただけ」なのだと悟り、嵐山の失言で企画された虎男と石川翔の野球対決の記事が好評を博したことで自信を取り戻した。虎男には「何かスクープを起こしてくれる」と期待している。
第四話のボスで、新聞部らしくSNBではカメラを武器に戦い、虎男を写真に封じ込める攻撃を放つ。
岡崎留美子（おかざき るみこ）
声 - 藤田玲奈
前髪で顔を隠した少女。17歳。天才的なハッキングの技術を持つが、トラウマにより言葉を話せず、PDAを使わないと意思表示が出来ない。黒木悠美をただ一人の友達として依存していたが、彼女の求める情報を得られず絶交されてしまい、その反動でクラッキング騒動を起こしてしまう。止めに来た虎男に「先生の所為でたった一人の友達がいなくなった」と逆恨みをぶつけたが、自分の口で話さないことに業を煮やした虎男にPDAを弾き落とされ、激論を交わした末に虎男によって強引に家庭訪問に連れ出される。
幼少期に実の両親に虐待を受けた過去を持つ。現在の父は実の母の再婚相手であり、現在の母は現在の父の再婚相手である。その複雑な家族関係とトラウマによって「誰にも愛されていない」と思い込んでいたが、実際は現在の両親にはとても愛されており、心を閉ざした所為でそれに気付いていないだけであった。家庭訪問でその事実に気付かされた後、虎男がいかがわしい本を参考に秘孔を突いたことで（語尾に必ず「です」を付けるなどややたどたどしいものの）喋れるようになった。以降は両親とも仲睦まじく暮らしており、クラスにも溶け込むようなった。また、前髪をかき分けて顔を見せている。虎男のことは主に「せんせ」と呼んで慕ってはいるものの、居眠りする彼を起こすためにスタンガンを使うと言った大胆な行為に出ることもある。殺人予告事件の際にはそのスキルを活かして犯人の特定に貢献し、その後は共に協力した猫田陽一と親しくなっている様子がうかがえる。
第五話のボスで、心の殻発動中は自らディスプレイに変身して光弾を放ってくる。エンディング後はストーリー中にプレイしたツボ押しマッサージを再度することができる。
坂本慎一（さかもと しんいち）
声 - 私市淳
学院で二番目に成績優秀だが存在感がほとんどない少年。17歳。医者の家系に生まれ、3歳頃から一番になるための厳しい教育を受けているが、実際に一番にはなれておらず、そのストレスからネット弁慶になってしまっている。二番であることにコンプレックスを持ち、それを指摘されると正気を失ってしまう。
リアルでのストレスを解消するために学校の裏掲示板に殺人予告を書き込む。本人はただ皆が騒ぐ様子が面白かっただけだが、それが何者かによって実行されてしまい、教員に負傷者が出てしまう。それでも事件に合わせて書き込みを続けていたが、陽一と留美子のサポートを受けた虎男にネット上で論破され、さらには得意のシューティングゲームのハイスコアを塗り替えられたことで正気を失い、屋上から書き込んでいることを漏らしてしまう。その後、屋上に殴り込んできた虎男に問い詰められて全てを打ち明けた後、ツネの指導によって強制的に一週間たこ焼きの修行をさせられる。それによって改心し、順位にはこだわらず自分の意志で自分がなりたい医者を目指すようになった。修行は相当堪えたらしく、虎男をうっかり「若頭」と呼んでしまうこともあった。
第七話のボス。順位にこだわる性格はSNBにも現れ、心の殻発動時は表彰台に乗ってフィールド内を転移しながら火柱や光弾で攻撃してくる。
黒木悠美（くろき ゆみ）
声 - 大浦冬華
常に無愛想な表情で、誰にも心を開かない少女。18歳。ある理由から虎男に敵意を抱いている。大神組構成員だった浜西一也の妹であり、旧姓での名前は浜西悠美。苗字が違うのは兄の死後に海外の親戚の養子となっていたためである。当時は一也や虎男には「ユミッペ」と呼ばれていた。兄が大好きなお兄ちゃんっ子だったが、一也が死亡したことでその原因が大神組にあると思い込み、元構成員である虎男を兄の仇として敵視していた。虎男の過去を暴露したり、ナイトヘッズを利用して虎男を失脚させようとするが全て失敗。追い詰められた末に自ら虎男を殺そうとしたがそれも失敗し、自暴自棄になるも、動画配信サイトの生中継を利用した虎男の機転で羞恥を与えることで正気を取り戻し（実際は何も放送されていなかった）、その後、大神義明から兄の真実を知らされ、虎男とも和解。大神とは祖父と孫娘のように親しい間柄になり、一時は絶交した留美子とも友達に戻った様子。
第八話のボス。心の殻発動時には兄に変身し、虎語録も使用する。エンディング後はツボ押しマッサージをすることができる。
石川翔（いしかわ しょう）
声 - 浪川大輔
不良グループのリーダー格。18歳。元々は野球部に所属し本気でプロを目指していたが、当時担当だった顧問の教師により自分を慕う後輩が自殺に追い込まれる事件が起こり、その顧問に暴力を振るい退部（その後、顧問は失踪）。それ以降、大人が信じられなくなり、また夢を絶たれたことで荒れていた。しかしプロ野球選手になるという夢は未だ捨てきれずにいる。根津を苛めていた件で虎男に屈辱を負わされ、さらに野球対決で彼に敗北して以降、虎男を目の敵にするようになる。悠美と共謀し、虎男を陥れようとする。悠美が改心してもただ一人虎男を敵視していた。
後に夢への未練を谷中に利用され、爆弾事件の片棒を担いでしまう。途中で思い留まって爆弾を止めようとするも解除方法が判らず途方に暮れていた。しかし虎男の咄嗟の解体作業で爆弾は停止。今までの行為を反省する。後に虎男とツネの計らいでプロ球団の入団テストを受けることが出来た。退部以来、特に練習を行っていなかったために結果は惨敗だったがそれによって自身の夢を再認識し、再びプロ野球選手を目指し始める。同時に悩みが吹っ切れたことで茜とも付き合い始めた。
第九話のボスであり、SNBでは最後のボスである。心の殻では分身、光弾、巨大化など様々な特性を合わせた多彩な攻撃を放つ。
夏目総司（なつめ そうじ）
声 - 細谷佳正
真山令子と付き合っている今時の高校生。18歳。座湖の仕掛けた詐欺に引っ掛かってしまい、脅される。要求された大金を稼ぐため、ナイトヘッズと共謀しての悪事を強いられていた。その現場を虎男に見られ、ナイトヘッズを撃退されたことで全てを打ち明ける。最終的には座湖は虎男に倒され、救われる。
心の殻発動時には令子のコピーを2人召喚し、三人がかりで襲ってくる。
卒業見込証を得るまでに必要なパラメーターは真山令子と山崎亮太ほど多くは無いものの、授業で伸びるパラメーターの関係上、授業をコンプリートするまで残ってしまう生徒である。
真山令子（まやま れいこ）
声 - たかはし智秋
夏目総司の彼女。18歳。ギャルメイクの今時の高校生だが、素直で彼氏に尽くすタイプ。詐欺に引っ掛かった総司を助けるため、犯罪と自覚しながら美人局を行っていた。問題解決後は総司と共に美人局の被害者全員に謝罪して回った。
心の殻発動時は総司を次々と地面から噴出させて攻撃してくる。
夏目総司と真山令子の二人には大きなサブイベントが用意されている。そのため、本編の出番はほとんどないにもかかわらずメインキャラクター扱いとなっており、クリア後の「虎男の軌跡」でも再戦可能。
卒業見込証を得るまでに必要なパラメーターが総司以上に多く、全ての授業を行わなければ卒業させられない。
赤坂直樹（あかさか なおき）
いつも緊張している少年。17歳。結衣の持ち物が紛失する事件に関わりがあったことからストーカーかと思われたが、実際は小学生の妹に結衣のサインをせがまれたために、サインを貰う機会を窺っていただけだった。芸能人である結衣を「住む世界が違う」と特別視して過度に緊張していたが、逆に結衣に気を遣われたことで、芸能人ではなく普通のクラスメイトとして接するように努力するようになる。
小林雅人（こばやし まさと）
元プロレスラーの親を持つプロレス好きの生徒。18歳。プロレス同好会を作ろうとしていたが、人数が集まらなかったために虎男がメンバー集めに奔走することになる。プロレス同好会の指導では最強の対戦相手として登場する。物語終盤では遠野さくらと両想いになっている様子がうかがえる。なお、彼の父親とは技レベルを最大まで上げると戦うことができる。
佐藤香織（さとう かおり）
テニス部員。17歳。テニス部は顧問が不在な所為で、このままでは近々ある地区大会に出られなかったため、虎男が顧問として名前だけ貸した。テニス部の指導では最強のプレイヤーとして登場する。
高橋響（たかはし ひびき）
野球部の四番打者。17歳。かつては翔と3年C組の新田（ストーリー中で停学）と共に野球部のエースを担っていた。お守りとして願掛けしていたメジャーリーガーのサイン入りバットを無くしたことでスランプに陥ったが、虎男が代わりのバットを渡して「気持ちの問題」だと諭しスランプを脱した（ただし、問題のバットを壊した犯人も虎男である）。野球部の指導では最強のスラッガーとして登場する。
遠野さくら（とおの さくら）
ダイエットに悩む少女。18歳。小林雅人に淡い想いを抱いているようだが、その小林にプロレス同好会に誘われたことを「太っているから誘われた」と思い込み、荒れていた。実際は誰彼構わず声を掛けていただけだと虎男に知らされ、誤解は解けたもののそれはそれで怒った。
卒業見込証を得るまでに必要なパラメーターは非常に多いが、全ての授業を行う前には卒業できる。
矢沢千秋（やざわ ちあき）
双子の姉妹の姉。17歳。真面目だが、世間体を気にする性格。UFOを見たと吹聴する妹の千夏を心配していたが、実際は自分の世間体を心配していたことと、妹が自分を本気で心配してくれていることを虎男に気付かされ、妹を理解する努力をするようになる。サブイベントのキャラながら個別のミニゲームが用意されている。心の殻発動時には千夏を武器として振り回す。
矢沢千夏（やざわ ちなつ）
双子の姉妹の妹。17歳。姉の千秋とは対照的なギャルファッションで、オカルト好き。UFOや占いを簡単に信じてしまう性格だが、それは姉に不幸が降りかかることを本気で心配するが故でもある。虎男の協力で千秋を有名な霊媒師に会わせるが、その霊媒師の正体はセクハラで仕事をクビになった件で以前虎男に相談を持ち掛けた元サラリーマンであり、霊媒も勿論インチキであった。虎男が正体を見破ったことで事なきを得る。
山崎亮太（やまざき りょうた）
友達と疎遠になったことを嘆く生徒。18歳。2年生の時の親友達の誰とも会えなくなったために見放されたのだと思い込んでいたが、実際はただ恐ろしく間が悪い所為ですれ違いを繰り返していただけであり、その友人達にも「何故か会えない」と心配されていた。
卒業見込証を得るまでに必要なパラメーターが最も多く、伸びも悪いため、全ての授業を行わなければ卒業させられない。
渡辺智子（わたなべ ともこ）
漫画家志望の生徒。18歳。進路も漫画家と決めているのだが、周囲に反対されたりバカにされることを恐れて進路票を提出できずにいた。虎男との激論を経てその考えを捨て、以降は堂々と作品を見せるようになったと言う。

### 大神組
大神義明（おおがみ よしあき）
声 - 大木民夫
大神組組長。68歳。かつては「熊殺しの大神」と呼ばれ、古くから龍ヶ峰を守ってきた昔気質の極道。組員のみならず堅気の市民からも慕われる人格者であり、虎男にとっては父親以上の存在。一方で末広結衣の大ファンという一面も持つ（亡くなった妻の若い頃に似ているためとのこと）。現在は難病に冒されており、治療出来る医者はドイツにしかいないのだが、義明自身が高所恐怖症のため、虎男を悩ませていた。虎男が教師になったのも、ドイツから医者を来日させるための条件であった。後にドイツより来日した医者の手術を受け完治する。最後まで何の病だったのか明かされなかった。
当初は堅気になりたがる理由を頑なに告げない虎男に怒り、破門を言い渡すも、後にツネから強引に理由を聞き出した。手術後は破門を取り消すと申し出るが、虎男が生徒達を放り出して組には戻れないと語ったため、彼の教師としての新たな出発を見送った。最終決戦では加納を殺そうとした虎男を「教師が人を殺めてはならない」と諭した。
結城常康（ゆうき つねやす）
声 - 茂木たかまさ
元暴走族の大神組構成員。20歳。虎男の舎弟で愛称は「ツネ」。喧嘩は弱く、武勇伝をよく語るが大抵はウソである。トラブルメーカーではあるものの憎めない男。虎男が大神組を抜けた後も何かとアテにされ、情報収集能力やコネクションを活かして随所で活躍する。語尾に「-でヤンス」と付けて話す癖があるが、これは虎男が敬語と勘違いして教えたもので、本人も間違いに気付いていない。後に虎男が間違いに気付いたことで「やめた方がいい」と忠告されるが、自分でも気に入っているらしくその後もそのままの口調で話している。
大神龍之介（おおがみ りゅうのすけ）
声 - 谷田歩
大神義明の息子。故人。次期組長として虎男を含め組員から慕われていたが、三年前の雑居ビル爆破事件で命を落とす。
浜西一也（はまにし かずや）
大神組構成員。故人。龍之介の舎弟であり、黒木悠美の実の兄。虎男とは兄弟のような間柄だったが、三年前の事件で龍之介共々死亡。甘党だったらしく、虎男と悠美は墓参りの際にチョコレートを供えている。

### 横手組
横手清（よこて きよし）
声 - 塚田正昭
横手組組長。金が全てと考えている金の亡者。権力者に媚を売るスタイルで現在の地位にのし上がった。しかし実際は加納に利用されていただけであり、加納が裏切ったことを知った際は部下達に加納を始末するように命じたが、その部下達は既に加納に手懐けられており、為す術もなく用済みとして加納に射殺され、横手組を乗っ取られた。
加納兼貴（かのう かねたか）
声 - 諏訪部順一
横手組若頭にして横手興産社長。26歳。口調こそ紳士的だが、本性は冷酷無比で残忍な性格であり、目的のためなら手段を選ばない。龍ヶ峰に巨大カジノを建設する野望を実現するべく、邪魔になる龍ヶ峰学院の買収を画策する。かつては大神組の構成員だったが破門となり、横手組に鞍替えしていた。大神龍之介と浜西一也を殺害した張本人でもある。弱小勢力だった横手組を急成長させたのは組長ではなく加納の手腕と言われている。あらゆる策を用いて龍ヶ峰学院の買収を行うが悉く失敗し、最後は3年D組の生徒達を誘拐して片山校長を脅迫する強攻策に出るが、虎男に敗北。悪足掻きに虎男を撃ち、バスに仕掛けていた時限爆弾でその場の全員を道連れにしようとしたが、虎男の決死の行動によって失敗し、逮捕された。
本人によれば虎男を初めて負かした人物らしく（虎男自身は否定）、同時に顔の傷も虎男に付けられたものである。
本作のラストボスであり、格闘以外に拳銃や手榴弾で攻撃する。SNBではないので心の殻は無いものの、虎語録は使えず、ザコも二体同時に相手にしなければならない。

### その他
御法川ミドリ（みのりかわ ミドリ）
声 - 甲斐田ゆき
フリーのジャーナリスト。26歳。急に大神組を辞めて教師になった虎男を怪しみ、しつこく追い回す。後に自分の読みが外れていたことに気付き、虎男に情報を提供する。カジノ建設の裏で蠢く陰謀を暴くために藤岡と協力して調査を進めている。
『3年B組金八先生 伝説の教壇に立て!』 『428 〜封鎖された渋谷で〜』に登場した御法川実の妹。この設定は本作プロデューサーの寺澤善徳が『428』のファンだったことで、チュンソフトの了承を得て実現した 。サブイベントにて、トラブル体質でいつも大スクープを物にする兄に追いつくべく虎男に取材を敢行するが、激論を経て兄にコンプレックスを抱いているだけだと気付かされる。
藤岡悟（ふじおか さとる）
声 - 森田順平
藤岡茜の父。48歳。公安の刑事だが潜入捜査中のため、娘には「刑事を辞めて会社の社長をやっている」と嘘を吐いている。しかしそれにしては怪しい点が多いので疑われている。かつて大神組をマークしていたこともあり、虎男とも顔見知りである。三年前の雑居ビル爆破事件の真相を追っており、御法川ミドリとも協力関係にある。家庭訪問で藤岡家を訪れた虎男と期せずして再会し、互いの正体を秘密にする形で収めた。
箱根恵理子（はこね えりこ）
声 - 深見梨加
龍ヶ峰市市長。50歳。龍ヶ峰に巨大カジノを建設し、暴利を貪ることを画策する。裏で横手興産や大物政治家と繋がっており、邪魔な人間を力づくで排除してカジノ建設を推し進めている、いわば全ての黒幕である。加納すら恐れる人物であり、いつまでも龍ヶ峰学院を潰せない加納に最後通告をしたことで3年D組の集団拉致事件が引き起こされることになる。最後は加納が逮捕されたことで全ての悪事が暴かれ、自身も逮捕された。
猫田寛子（ねこた ひろこ）
声 - 高森奈緒
猫田陽一の母でモンスターペアレント。ヒステリックな性格で、虎男曰く「取立て屋にしたらいい仕事しそう」。夫の会社が危機的状況にあり、そんな中で家族のために必死に働いている夫を「家庭を顧みない」と認識してしまい、夫婦仲を悪化させてしまう。それを解決するために陽一は敢えて引きこもるフリをしたのだが、その結果、「息子が学校に行かない原因は学校や教師」にあると決め付けて連日学院に押しかけていた。虎男の暴言の所為で虎男や片山校長をPTAに訴えるとまで言い出すも、虎男が仕掛けた作戦が切っ掛けで家族と話し合う機会に恵まれ、反省。後に虎男の解雇を取り下げさせるために虎男を慕う生徒達と共にPTAに直訴した。陽一曰く、虎男が壊したドアを見る度に思い出し笑いをしているとのこと。
浅見史郎（あさみ しろう）
声 - 楠見尚己
浅見萌の父。リストラに遭い、貯金も尽きて闇金から借金を重ねた挙句に家出してホームレスになっていたが、娘が借金取りに怯えていることも知らず（萌自身が伏せていたため）暢気に路上生活を送っていた。虎男とは陽一の件で知り合うが、後に萌の父親であることが発覚。虎男が怒りと共に真実を突き付けたことで反省し、家族を養うべく虎男の紹介でマグロ漁船に乗ることになった。萌によると送られて来た写真にはすっかり海の男になった姿が映っていたという。
岡崎勇作（おかざき ゆうさく）
声 - 櫛田泰道
岡崎留美子の実の母・法子の再婚相手であり、留美子の現在の父。留美子が実の両親から虐待を受けていたことで法子とは離婚。留美子を守るために義理の親でありながら彼女を引き取った。留美子が辛い過去の所為で心を開かないことに悩みつつも、そのトラウマを打ち消せる程の愛情を注ごうと考えている。家庭訪問に来た虎男にそのことを打ち明け、留美子も自分が愛されている事実を知った。ゲーム中では描かれなかったものの美鈴によると、虎男が解雇の危機に陥った時は、虎男を慕う生徒達と共に解雇を取り下げるべくPTAに直訴していたらしい。
座湖出巣男（ざこ ですお）
弱小ヤクザ組織、座湖一家の頭。冒頭でツネを誘拐するが虎男にあっさり敗れ、頭を縦一文字に剃られる屈辱を受ける。その所為で同業者から散々バカにされたらしく、再起を図って詐欺を行った際にそれに引っ掛かった夏目総司と真山令子を脅迫するが、虎男に阻止される。美人局の被害者全員に奪った金と身分証を返して回ったことでなんとか虎男の許しを得たが、「今度悪さしたら全身の毛を燃やす」と脅迫を受けた。
馬場埒男（ばば らちお）
末広結衣のスキャンダルを撮ったパパラッチ。25歳。実は虎男のアパートの近くの床屋「バーバー馬場」の息子である。スキャンダルの撮影に関して、知る権利や有名税を主張して全く罪悪感を抱いていなかったが、虎男に捕まり、カメラを奪われた挙句に簀巻きにされて逆さ吊りで放置された。後に海でもがいていた所を浜川流に人魚と間違われて騒がれていたが、虎男に釣り上げられ、無事に家に帰れた。自身の行いについても反省した様子。
風見（かざみ）
龍ヶ峰の各地で恐喝や暴行などの悪事を働く不良グループ「ナイトヘッズ」のメンバーで、親父狩りを行っている三人組のリーダー。坂本慎一の殺人予告の書き込みを実行に移していた犯人でもある。4年前に龍ヶ峰学院を退学になっており、学院の教員を甚振ることを楽しんでいたが、その教員である虎男に完膚なきまで叩きのめされた。
須永（すなが）
ナイトヘッズのリーダー。黒木悠美に大金で雇われて虎男をリンチするも全く折れなかったため、遂には標識の土台のコンクリートで殴るという暴挙に出る（これには雇い主の悠美も唖然としたほど）。しかしそれすらも虎男には大したダメージにならず、最後はメンバー共々敢え無く返り討ちにされる。
マーク
ラブホ通りで「ラブハウス」という怪しい店を営む男性。オネエ口調で話し、本人もオカマを自称している。ごく稀に男性口調になる。
浜川流（はまかわ ながれ）
海の見える公園に居座る老人。博多弁で話す。重度の妄想癖の持ち主で、孫に中二病呼ばわりされているが、言葉の意味を知らなかったために自分は不治の病で余命幾許もないと思い込み、さらに「海の魚を食べ尽くすことで病が治る」と妄想に妄想を重ねて虎男に魚を釣らせた（虎男も中二病の意味を知らなかったために勘違いを指摘できなかった）。全ての種類の魚を食べさせると倒れるが、ただの食あたりであった。その後、静香に中二病の言葉の意味を知らされ、ただ孫にバカにされていただけだと気付いたものの、今回の件を孫に面白可笑しく聞かせようと張り切っており、虎男を呆れさせた。
三崎真琴（みさき まこと）
体験版に登場する少女。3年C組の生徒で寿司屋の娘。商店街再興を賭けたマグロの解体ショーに使う筈だったマグロを地上げ屋に台無しにされ途方に暮れており、自暴自棄になって「死にたい」と口にしたため、怒った虎男に激論の末に説き伏せられる。その後、虎男が新しいクロマグロを釣り上げてきたことで救われ、今後はどんなことがあっても諦めないと誓った。なお、虎男はこの件でも浅見史郎を乗せたマグロ漁船に連絡を取ったが、この時点ではインド洋に出ていたために協力は得られず、自分でマグロを釣りに行く羽目になった。
公式サイトのプレイムービーでは苗字が広瀬になっている。
心の殻発動時にはマグロを飛ばして攻撃する。
結城小春（ゆうき こはる）
声 - 後藤麻衣
『メイド☆ぱらだいす 〜目指せ!メイドナンバーワン!〜』の主要人物。ツネの妹で、天真爛漫なお元気娘。ある日、虎男の困っている場面に遭遇し、彼を一目で気に入り、メイドになることを決意する。同作では初期状態では彼女のみ育成可能。

## スタッフ
- 総監督 - 松本朋幸
- シナリオ - TOMOZOU[注 9]
- サブシナリオ - 江本佳隆
- 開発マネージメント - 須永誠
- 開発ディレクター - 畠中俊英
- キャラクターデザイン - 江藤裕介
- サウンドコンポーザー - 浅田靖
- プロデューサー - 寺澤善徳
- エグゼクティブプロデューサー - 櫻井光俊

## 主題歌
本作の主題歌はエンディングのみならず、各話の最後に短いスタッフロールと共に毎回流れる、ドラマのようなスタイルを取っている。ただし、各話のスタッフロールは本作がドラマとして撮影されたと仮定したものであるため、実際のスタッフロールとは異なる。
- エンディングテーマ

「Core」
レコーディングディレクション：加藤浩義
歌：SAK.
作詞：TOMOZOU
作曲・編曲：浅田靖
歌詞は監督・脚本の松本朋幸自身が手掛けており、本作のヒロインである美鈴の心境を綴ったものとなっている。

## タイアップ
本作は幾つかの企業と提携しており、実在の店舗や映像が登場する。
- サークルKサンクス
- タックルベリー
- ライトオン
- どん
- 富士急ハイランド